# Aishwarya Rai
Aishwarya Rai (født 1. november 1973) er en indisk Bollywood-skuespiller. Hun anses for at være en af Indiens bedste og mest populære skuespillere.